# Флоренс (Минесота)
Флоренс (енгл. Florence) град је у америчкој савезној држави Минесота.

## Демографија
По попису из 2010. године број становника је 39, што је 22 (-36,1%) становника мање него 2000. године.
| Група             | 2000.      | 2010.      |
| Белци             | 53 (86,9%) | 29 (74,4%) |
| Афроамериканци    | 0 (0,0%)   | 0 (0,0%)   |
| Азијати           | 0 (0,0%)   | 0 (0,0%)   |
| Хиспаноамериканци | 8 (13,1%)  | 9 (23,1%)  |
| Укупно            | 61         | 39         |